# 1.1.1-propelan
[1.1.1]Propelan je organická sloučenina, nejjednodušší zástupce skupiny propelanů. Jeho molekula se skládá ze tří tříčlenných uhlíkatých kruhů, které mají společnou jednu vazbu C–C.
[1.1.1]Propelan vykazuje silné kruhové napětí. Vazby na dvou centrálních uhlících mají obrácenou tetraedrickou geometrii, délka vazby mezi nimi činí 160 pm. Energie této vazby se odhaduje na 250–270 kJ/mol. Energie biradikálového stavu (bez centrální vazby) je podle výpočtů přibližně o 330 kJ/mol vyšší. Při 114 °C se tato látka samovolně izomerizuje na 3-methylidencyklobuten (5 na obrázku níže), přičemž poločas této reakce je 5 minut. Energie kruhového napětí u [1.1.1]propelanu se odhaduje na 427 kJ/mol, i přes vysokou energii kruhového napětí je ale [1.1.1]propelan za pokojové teploty stálý a je méně náchylný k tepelnému rozkladu než [2.2.2]propelan, u kterého má kruhové napětí energii okolo 380 kJ/mol a molekula se při 25 °C rozkládá s poločasem 1 h. Stabilitu lze přičíst delokalizaci elektronové hustoty z vazby mezi centrálními uhlíky a můstkové atomy uhlíku.

## Příprava
[1.1.1]Propelan poprvé připravili Kenneth B. Wiberg a F. Walker v roce 1982 cyklopropanací 1,1-bis(chlormethyl)ethylenu:

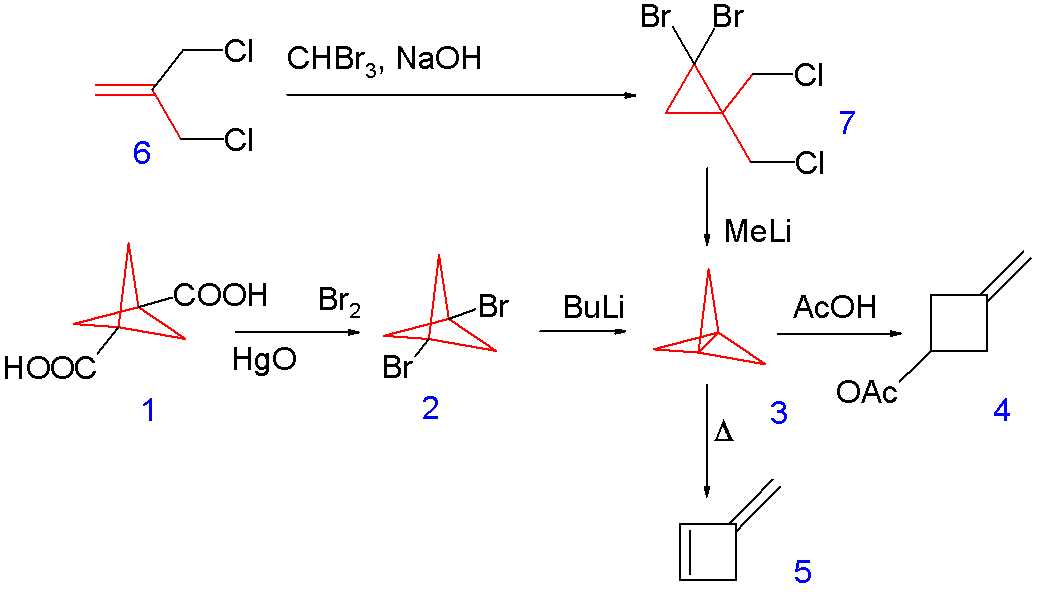
Příprava [1.1.1]propelanu

Nejprve se 1,3-dikarboxylová kyselina odvozená od bicyklo[1.1.1]pentanu 1 přeměnila Hunsdieckerových reakcí na příslušný dibromid 2, který poté reagoval s n-butyllithiem. Výsledný produkt 3 byl izolován sloupcovou chromatografií při −30 °C.
V roce 1989 byla popsána jednodušší příprava, na jejímž začátku je reakce dibromkarbenu s alkenovou vazbou 3-chlor-2-(chlormethyl)propenu 6, po níž následuje deprotonace methyllithiem a nukleofilní substituce za vzniku 7; produkt nebyl izolován, ale zůstal v roztoku.

## Reakce

### S kyselinou octovou
[1.1.1]Propelan samovolně reaguje s kyselinou octovou za vzniku methylidencyklobutanového esteru (4 nahoře).

### Polymerizace
[1.1.1]Propelan se může polymerizovat rozštěpením centrální vazby C–C a jejím spojením se sousedním monomerem, takto vzniklé sloučeniny se nazývají staffany.

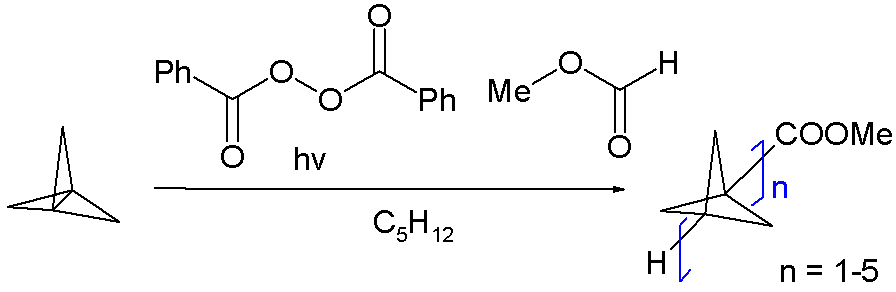
Příprava [n]staffanu

Radikálová polymerizace spouštěná methylformiátem a benzoylperoxidem vytváří oligomery. Aniontovou adiční polymerizační reakcí s n-butyllithiem se tvoří polymer. Rentgenovou krystalografií bylo zjištěno, že délky vazeb C-C spojujících jednotlivé monomerové jednotky jsou 148 pm.
1,3-Dehydroadamantan, který lze považovat za můstkovou obdobu [1.3.3]propelanu, se polymerizuje podobně.